# RN18 (Mali)
Die RN18 ist eine Fernstraße in Mali, die in Gao an der Ausfahrt der RN8 beginnt und in Anéfis an der Zufahrt zu einer nicht nummerierten Straße endet. Sie ist 191 Kilometer lang.